# Valsecca
Valsecca – miejscowość i gmina we Włoszech, w regionie Lombardia, w prowincji Bergamo.
Według danych na styczeń 2009 gminę zamieszkiwało 420 osób przy gęstości zaludnienia 80,8 os./km².